# Walsall FC
Walsall FC är en engelsk professionell fotbollsklubb i Walsall, grundad 1888. Hemmamatcherna spelas på Banks's Stadium. Smeknamnet är The Saddlers. Klubben spelar sedan säsongen 2019/2020 i League Two.

## Historia

Klubbens ligaplaceringar från och med 1892.

Klubben grundades 1888 när Walsall Town FC och Walsall Swifts FC gick samman. Klubben hette till att börja med Walsall Town Swifts FC. Man blev invald i The Football League 1892 och var då med och grundade Second Division, men redan 1895 blev man uteslutna och gick då i stället till Midland Football League. 1896 bytte klubben namn till Walsall FC och återvände till Second Division. 1898/99 kom man sexa, än i dag klubbens högsta ligaplacering. 1901 blev man dock uteslutna igen och gick tillbaka till Midland Football League för att två år senare byta till Birmingham & District League. 1910 gick man med i Southern Football League.
Efter första världskriget utökades The Football League och Walsall var med och grundade Third Division North 1921. I FA-cupen 1932/33 skrällde man rejält och slog ut de blivande ligamästarna Arsenal i tredje omgången.
1958 bildades Fourth Division och Walsall var en av klubbarna den första säsongen. Året efter vann man divisionen och gick upp i Third Division, där man omedelbart kom tvåa 1960/61 och gick upp i Second Division för första gången sedan 1901. Sejouren där varade två säsonger och därefter spelade Walsall i Third Division fram till 1979, då man åkte ned i Fourth Division. En andraplats säsongen efter gjorde att klubben snabbt återvände till Third Division. 1983/84 slog Walsall ut Arsenal i Ligacupen och gick till semifinal, där man förlorade mot Liverpool. 1986 fanns det planer på att flytta klubben till Birmingham. 1986/87 gick man till femte omgången (åttondelsfinal) i FA-cupen efter segrar mot bland andra Charlton Athletic och Birmingham City.
Efter seger i playoff återvände Walsall till Second Division 1988, där man dock kom sist och åkte ur direkt och var nära nedläggning på grund av ekonomiska problem. Året efter kom man även sist i Third Division och befann sig åter i The Football Leagues källare. 1990 flyttade man in i en ny hemmaarena, Bescot Stadium.
1994/95 kom man tvåa i den då omdöpta fjärdedivisionen Third Division och gick upp i Second Division. 1998/99 kom man tvåa där och gick upp i näst högsta divisionen First Division. Man åkte ur direkt men gick genast upp igen efter seger i playoff säsongen 2000/01. Den här gången blev det tre säsonger i näst högsta divisionen innan man åkte ur igen 2003/04, trots goda insatser av den före detta landslagsspelaren Paul Merson. Två år senare åkte man ned till fjärdedivisionen, som nu döpts om till League Two, men där blev man bara kvar en säsong då man vann divisionen 2006/07 under ledning av den före detta AIK-tränaren Richard Money och gick upp till League One.
2014/15 tog sig Walsall till final i Football League Trophy och fick spela på Wembley för första gången i klubbens då 127-åriga historia. Man förlorade dock finalen mot Bristol City med 0–2.
Den 29 juli 2019 köpte affärsmannen Leigh Pomlett ut förre ägaren Jeff Bonser från klubben och tog därmed över som klubbägare och ordförande i klubben.

## Meriter

### Liga
- The Championship eller motsvarande (nivå 2): Sexa 1898/99 (högsta ligaplacering)
- League One eller motsvarande (nivå 3): Tvåa och uppflyttade 1960/61, 1998/99; Playoffvinnare 1987/88, 2000/01
- League Two eller motsvarande (nivå 4): Mästare 1959/60, 2006/07; Tvåa och uppflyttade 1979/80, 1994/95

### Cup
- Ligacupen: Semifinal 1983/84
- EFL Trophy: Final 2014/15
- Birmingham Senior Cup: Mästare 1896/97, 1897/98, 1993/94; Final 1907/08, 1999/00, 2006/07
- Staffordshire Senior Cup: Mästare 1928/29, 1967/68; Final 1889/90, 1892/93, 1898/99, 1910/11, 1920/21, 1921/22, 1948/49, 1949/50, 1952/53, 1965/66
- Walsall Senior Cup: Mästare 2014/15, 2016/17; Final 2012/13

## Övrigt
Walsall har producerat många duktiga fotbollsspelare genom åren, såsom Allan Clarke, Bert Williams, Phil Parkes, Dean Smith, Will Grigg, Troy Deeney och Matty Fryatt. Klubben har även en mycket väl fungerande ungdomsakademi där flera spelare har kommit fram genom åren, bland andra Stan Collymore.